# Marharyta Stepanenko
Marharyta Stepanenko (w małż. Azizova), ukr. Маргарита Степаненко (ur. 25 kwietnia 1993 w Ługańsku) – azerska siatkarka pochodzenia ukraińskiego, reprezentantka Azerbejdżanu, grająca na pozycji przyjmującej i atakującej. 

## Sukcesy klubowe
Mistrzostwo Azerbejdżanu:
- 2015, 2017[6]
- 2016

Puchar Białorusi:
- 2020

Mistrzostwo Białorusi:
- 2021

Puchar Grecji:
- 2022[7]

Mistrzostwo Grecji:
- 2022[8]